# Корейський сад

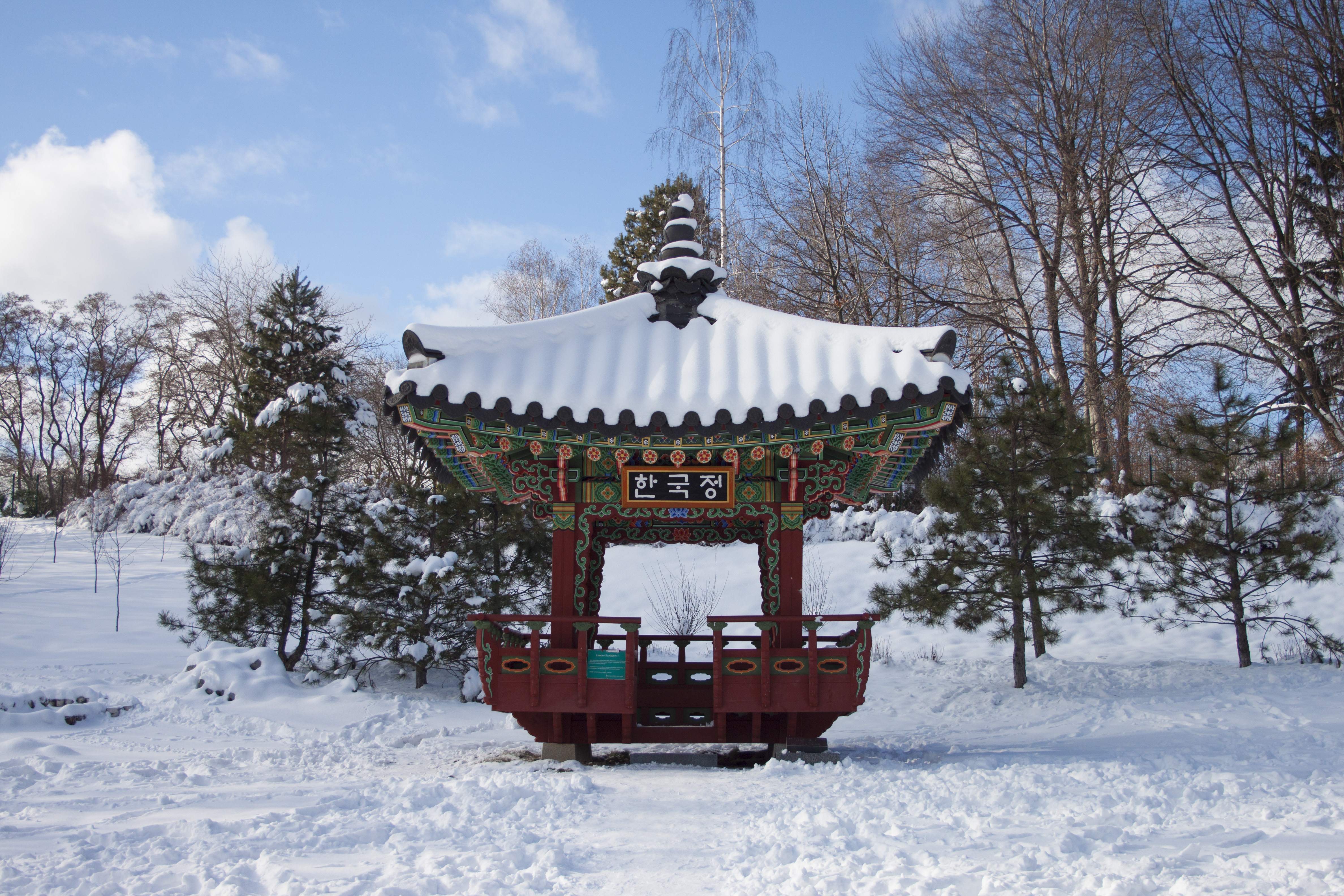
Корейський сад взимку

Корейський сад - сад з двохтисячолітньою історією, який поєднує елементи природи і корейської культури. За змістом він простий і близький до природи.

## Історія
Корейські сади є природними, неформальними, простими і невимушеними,частиною природного світу. Хоч історії корейського саду понад дві тисячі років, на заході вони мало відомі. Найдавніші записи датуються періодом трьох королівств (57 р. до н. е. - 668 р. н. е.). Тоді архітектура та палацові сади набули розвитку, зафіксованого в корейській історії трьох королівств. За останні роки було знайдено близько трьох сротень документів, написаних за часів династій Корьо (918–1392) та Чосон (1392–1910). Там містяться детальні записи про традиційні корейські сади, багато з яких наявні і сьогодні. 
У доісторичні часи корейці шанували сонце, зірки, воду, скелі, каміння та дерева. Вони вірили, що гірські породи мають більшу силу, ніж вода та інші речі в природі. Також вони вірили, що скелі породили добру волю Бога, саме тому розташування гірських порід розглядають як один із «найважливіших» елементів у дизайні традиційного корейського саду. Недавно корейці знову відкрили свої традиції кам'яного саду в складених між собою кам'яних вівтарях, що виражають давню концепцію круглого неба і квадратної землі. Часто зустрічаються сади Сусок або "скельна композиція".
В останні роки насправді спостерігається пожвавлення інтересу до скельних композицій у садах. Навіть у первісний сільськогосподарський період каміння було важливим елементом у будівництві садів. Потім кам’яні композиції для шаманських ритуалів будували у формі святинь або небесних вівтарів. У період трьох королівств (57 р. до н.е. - 668 р. н.е.) палацові сади зводили великомасштабні, з камінням. У храмі IV століття сади були запроваджені разом з буддизмом. Починаючи з ранньої династії Корьо, коли буддизм був заснований як національна релігія, сади еволюціонували в стиль Хваг'є (терасовий альпінарій), який представляв буддистські композиції Сон(Дзен). У середині періоду Корі набув популярності новий стиль кам'яного саду під назвою Імчон, який містив павільйон і кам'яний ставок у мальовничих лісових околицях. За часів династії Чосон стиль саду Хваґе був популярний у дворах багатьох будинків, а садиби особняків зазвичай будували в стилі Імхон.
Ландшафтний дизайн в Південній Кореї здавна вважався високим мистецтвом. Творці спиралися на традиційні цінності суспільства, керувалися догмами філософських шкіл, що проголошували співіснування позитивного і негативного. Більше двох тисячоліть жива культура корейського саду. В останні роки було виявлено кілька сотень документів, написаних ще за часів Корьо (918 - 1392) і династії Чосон (1392 - 1910 ), в яких детально описані традиційні корейські сади, багато з яких дійшли до наших днів і в даний час їх активно відвідують туристи.

## Риси корейського саду
Основоположних принципів при створенні садів у Кореї кілька. Сад створюється руками людини і в ньому застосовуються деякі штучно створені об'єкти, але він повинен виглядати абсолютно природно. Корейці переконані, що тільки в мовчанні і спокої духу можна осягнути справжню гармонію і зрозуміти сад як мініатюрний світ. Внаслідок невеликих площ садів особливе відчуття простору і завершеності композиції досягається за допомогою особливих прийомів. Як і пейзажний парк, корейський сад натуральний і простий. Не відчуваються систематичні зусилля людини по його формуванню. 
Корейські сади побудовані так, щоб жити в гармонії з вже існуючими ландшафтами. Корейські сади побудовані так, щоб жити в гармонії з вже існуючими ландшафтами. На відміну від садових стилів на заході, будівництво корейського саду повинно виконуватися з якомога меншими зрушеннями на вже існуючій ділянці, і навіть може мати зовнішній вигляд з оточуючого виду, наприклад гір на горизонті. Сади можна укласти в кам'яні чи цегляні стіни, або вони можуть безперешкодно вливатися в його околиці. Місце вибираються на користь потоку енергії, геомантія якого впливає на всі аспекти життя, включаючи здоров'я, багатство та щастя. Будівлі та павільйони в садах мінімальні за кількістю та ненав’язливі для процвітаючого природного ландшафту. Стилізовані квіти і квіти, що мають велику символіку, такі як Священний Лотос і цвітіння сливи, намальовані на буддистських храмах, королівських гробницях та палацових павільйонах.
Кожен сад має свої унікальні особливості, але всі вони включають в себе наступні елементи: дерева, пагорби, різних розмірів річки і струмки, маленькі круглі водойми, великі водойми з островами, бамбук, сад каменів, водоспади, а також гранітні квадратні або круглі басейни і фруктові дерева. Гармонія залежить не від однієї особливості або абсолютної форми, яка домінує в загальному вигляді.
Корейські сади неповторні і символічні. Там ростуть: сосна - символ довголіття, магнолія - символи достатку, а також рододендрони, примули. Є звивисті стежки, мости, водойми. Завдяки цьому у корейському саду створюється відчуття нескінченності часу, що сприяє набуттю спокою й умиротворення. 
Корейська сад цікавий тим, що в ньому мешкають різні види птахів. Тварини є важливим елементом для надання саду природного вигляду. Кам'яні тварини та їхні мотиви, а також живі риби, птиці та інші істоти були звичайним явищем для саду.
Корейська сад часто має поруч декоративні павільйони. Тут можна Грати в шахи, малювати, відпочивати тощо.

## Типи дерев та їх значення
Корейський сад включає вічнозелені дерева (різні види корейської сосни ) як константу; цвітіння дерев груші навесні; бамбукові ліси поруч із вторинними вхідними воротами храмів і палаців символізують вірність і чесність.
- Хурма: Дерево хурми символізує перетворення. Джил Метьюз, автор "Корейських садів", пише: "їх фрукти починаються твердими, зеленими і надзвичайно гіркими, але дозрівають до яскраво-апельсинових і стають дуже м'якими і солодкими..."
- Корейська червона сосна: символізує вірність, постійність і праведність. Кора нагадує панцир черепахи, що символізує довголіття. Часто використовується біля конфуціанських наукових будівель та павільйонів. Корейська червона сосна означає верховне дерево.
- Бамбук: простота, цілісність, гнучкість. Його вертикальність символізує силу, а його порожнисте стебло символізує відкритість.
- Мирт: символізує цілісність і відданість конфуціанських вчених і може бути знайдене в садах академії Конфуціанства. Мирт - дерево, цвітіння якого триває більше 100 днів».

## Квіти і символіка
- Півонія: відома як Королева квітів. Є деревоподібна півонія і трав'яниста - символізують царство, багатство, честь, жіночу красу та любов.
- Лотос: лотос є священним символом у буддизмі. Його можна знайти у ставках буддистських храмів, і конфуціанських академій. Символізує чистоту, перетворення та просвітлення.

## Скелі
- Символіку гірських порід можна знайти різної кількості та структури, наприклад, три скелі в композиції можуть представляти трьох гірських богів в історії створення Дангуна. Метьюз зазначає, що "скелі з'являються у кількості двох, трьох, дев'яти або дванадцяти, хоча іноді екстравагантні композиції бувають у кількості шестидесяти". Гірські породи можна вибрати і навіть давати їм назви або на основі їх зовнішнього вигляду, або якогось непов’язаного значення, однак, каміння не беруть з далеких відстаней і не додають у сад.

На відміну від традиційного китайського саду використання прямих доріжок не заборонено, а зменшено. Значні або важливі елементи, як правило, спрямовані на схід. 

## Вода
- Басейни символізують спокій і тишу, вола приваблює відвідувачів до споглядання. Мости можуть символізувати перехід від нижчих процесів мислення до більш священних думок, або рух від життя на Землі до спокійного потойбічного світу. Даоська та конфуціанська віра в те, що небо кругле, а Земля квадратна, часто відображається на зовнішньому вигляді ставків та їх острова; ставок квадратної форми, а острів круглий. Корейський сад не вважається повноцінним без хоча б одного ставка.

## Представницькі корейські сади
Найбільш представницькі та відносно непорушені класичні корейські сади знаходяться у трьох комплексах.
- У гірській фортеці з Пекче поблизу Сеулу, де можна знайти численні рокарії, де зображують черепах, драконів або феніксів.
- Сад палацу Анак Гогурьо біля Пхеньяну, де знаходять залишки трьох комплексів гірських садів.
- Сад Анапджі Сілла в Кьонджу є, мабуть, найбільш відомим - три острови у ставку, штучні водоспади у два яруси, гранітні басейни круглої та квадратної форми, а також сотні скельних розташувань вздовж берега.

Також важливі корейські сади:
- Чандук в Сеулі - це величезний сад, що демонструє вишуканий стиль імператорської родини. Він містить багато дерев, яким сотні років, сад ретельно обстежується та зберігається. Стиль дуже відрізняється, він набагато вишуканіший. Однак, як і всі корейські сади, має цілком природну красу, в якій королівська родина могла відпочити в приватному місці.
- Сад Храму Чонпхен-са поблизу Чунчхона.

## Реставраційні роботи
Національні науковці в Республіці Корея намагаються створити базу даних за допомогою малюнків, фотографій та оглядів ландшафту традиційних садів та намагаються відтворити їх. Повідомляють, що спроби відтворити класичні корейські сади трапляються в Корейській Народно-Демократичній Республіці в невеликих масштабах, проте поки що немає жодних наочних доказів. 

## Корейський сад у Києві
У Національному ботанічному саду ім. Гришка НАН України на честь 20-річчя встановлення дипломатичних відносин між Україною і Республікою Корея Україні подарували копію традиційного саду, який знаходиться в палаці Чандгук. У 1997 році палац був визнаний частиною всесвітньої культурної спадщини ЮНЕСКО. Сад оформила корпорація «Korea Land and Housing Corporation». Будівництво велось запрошеними із Кореї митцями. 
Корейський сад у Києві складається з наступних частин:
Зовнішній вигляд павільйону повторює "Аерюнджун", оригінал якого знаходиться в Палаці Чангдук. Назва походить від слова «аер'юн», «любов до лотосу», що символізує вдачу корейських вчених, мужніх перед обличчям небезпеки. У експозиції "Корейський традиційний сад" представлена копія пагоди, в якій бували корейські королі.
Брама — споруда у корейському стилі із символом «тегеук».
Корейська стіна — стіни з азійським орнаментом «сагунджа». Орнамент на стіні символізують "чотири граційні благородні рослини" - бамбук, орхідея, слива і хризантема. 